# Жабки (Полтавская область)
Жабки (укр. Жабки, до 2016 г. — Луценки) — село,
Луценковский сельский совет,
Лохвицкий район,
Полтавская область,
Украина.
Код КОАТУУ — 5322684001. Население по переписи 2001 года составляло 654 человека.
Является административным центром Луценковского сельского совета, в который, кроме того, входит село
Новое.

## Географическое положение
Село Жабки находится на берегах реки Сухая Лохвица, выше по течению на расстоянии в 2 км расположено село Бербеницы, ниже по течению на расстоянии в 2 км расположено село Шмыгли.

## История
- XVII век — дата основания как села Жабки.
- 1928 год — переименовано в село Луценки.
- 2016 год — селу возвращено название Жабки[3].

## Экономика
- Молочно-товарная ферма.
- ООО «Максимко».

## Объекты социальной сферы
- Школа.
- Дом культуры.

## Известные люди
- Лета, Илья Кузьмич (1907—1970) — участник Великой Отечественной войны, Герой Советского Союза.
- Луценко, Степан Кузьмич (1897—1927)— участник гражданской войны, заместитель Наркомата земледелия УССР. Имя С. Луценко село Жабки носило с 1928 по 2016 год.
- Савченко, Павел Григорьевич (1887—1920) — украинский поэт.
- Савченко, Яков Григорьевич (1890—1930) — украинский советский писатель, поэт, публицист, литературный критик, один из основоположников украинского символизма.